# Bjerka
Bjerka är en tätort i Hemnes kommun i Nordland fylke i norra Norge. Orten ligger vid Europaväg 6 och Nordlandsbanan, längst inne vid Sørfjorden, en sydlig arm av Ranfjorden.